# Jan Åge Fjørtoft
Jan Åge Fjørtoft (Gursken, 1967. január 10. –) norvég labdarúgócsatár.
1988-ban a norvég élvonal gólkirálya lett. A norvég válogatott tagjaként részt vett az 1994-es labdarúgó-világbajnokságon.